# 제천 한산사 석조여래입상
제천 한산사 석조여래입상(堤川 寒山寺 石造如來立像)은 충청북도 제천시 남천동, 한산사에 있는 석불이다. 2004년 10월 22일 충청북도의 문화재자료 제45호로 지정되었다.

## 개요
이 석불입상은 석주형 불상으로 고려시대 말기의 조각양식이 조선시대로 이어지는 불상으로 세련미는 없어 보이나 속화되는 모습을 보여주는 석불이다.

## 현지 안내문
이 불상은 화산동 제천시교육청 근처에서 옮겨온 것으로 전해지며, 사각기둥 모양의 화강암 석제 한쪽 면에 선각하였다. 얼굴은 타원형이며 눈썹과 코를 도드라지게 표현하였고, 두 분은 끝이 날카롭게 뜨고 있다. 머리에는 관모를 썼고 백호를 표현하였다. 양쪽 귀는 표현되지 않았고 목의 삼도는 뚜렷하다. 얼굴모습이 속화되어 토착적인 모습을 보여준다. 좁고 가냘프게 보이는 어깨에 걸친 법의는 통견이며 몸체이 앞면에만 옷주름이 표현되었다. 수인은 오른손을 들어 가슴에 대고 왼손은 복부에 대고 있어 문인석이나 장승과 비슷한 모습이다.
불상의 모습에서 양감을 찾을 수 없으나 선을 깊게 음각함으로써 전체적으로 윤곽은 잘 나타내고 있다. 머리가 오른쪽으로 약간 기울어져 있고 몸도 균형이 맞지 않는 등 조각 수법이 매우 서툰 점으로 보아 조선후기에 유행한 미륵신앙에 의해 민불로 조성된 듯 하다. 크기는 높이 282cm, 두께 35cm이다.

## 참고 자료
- 제천 한산사 석조여래입상 - 국가유산청 국가유산포털